# Loi de réciprocité quadratique
En mathématiques, en particulier en théorie des nombres, la loi de réciprocité quadratique établit des liens entre les nombres premiers. Plus précisément, elle décrit la possibilité d'exprimer un nombre premier comme un carré modulo un autre nombre premier. Conjecturée par Euler et reformulée par Legendre, elle a été correctement démontrée pour la première fois par Gauss en 1801.
Elle permet de résoudre les deux problèmes de base de la théorie des résidus quadratiques :
- étant donné un nombre premier p, déterminer, parmi les entiers, lesquels sont des carrés modulo p et lesquels n'en sont pas ;
- étant donné un entier n, déterminer, parmi les nombres premiers, modulo lesquels n est un carré et modulo lesquels il n'en est pas un.

Elle est considérée comme un des théorèmes les plus importants de la théorie des nombres et a de nombreuses généralisations.

## Énoncés
L'énoncé complet de Gauss comporte trois assertions : le « théorème fondamental » pour deux nombres premiers impairs et deux « lois complémentaires ».
Il faut toutefois observer que si la première loi complémentaire est effectivement une loi de réciprocité, la seconde loi complémentaire ne l'est pas ; en effet, avec la notation de Legendre définie ci-dessous, la première loi complémentaire équivaut bien à  
c'est-à-dire que –1 se comporte effectivement comme un nombre premier vis-à-vis de la loi de réciprocité quadratique.
Il n'en est pas de même du nombre 2, dont la résiduité modulo p est simplement caractérisée par la seconde loi complémentaire : la loi de réciprocité est essentiellement un théorème concernant les nombres impairs en général, et c'est de fait à ces nombres qu'elle se généralise par le symbole de Jacobi, puis par celui de Kronecker.

### Premier énoncé
Théorème fondamental
Étant donnés deux nombres premiers impairs distincts p et q :
- si p ou q est congru à 1 modulo 4, alors p est un carré modulo q si et seulement si q est un carré modulo p.

Plus explicitement : l'équation (d'inconnue x) x2 ≡ p mod q a une solution si et seulement si l'équation (d'inconnue y) y2 ≡ q mod p a une solution.
- si p et q sont congrus à 3 modulo 4, alors p est un carré modulo q si et seulement si q n'est pas un carré modulo p.

Plus explicitement : l'équation x2 ≡ p mod q a une solution si et seulement si l'équation y2 ≡ q mod p n'a pas de solution.
Première loi complémentaire
–1 est un carré modulo p si et seulement si p est congru à 1 modulo 4.
Deuxième loi complémentaire
2 est un carré modulo p si et seulement si p est congru à 1 ou –1 modulo 8.

### Symbole de Legendre
En utilisant le symbole de Legendre, ces trois énoncés peuvent être résumés respectivement par :
Théorème fondamental
{\displaystyle \left({\frac {p}{q}}\right)\left({\frac {q}{p}}\right)=(-1)^{\frac {(p-1)(q-1)}{4}}}, autrement dit {\displaystyle \left({\frac {p}{q}}\right)=\left({\frac {q}{p}}\right)} sauf si p et q sont tous deux congrus à –1 mod 4, auquel cas {\displaystyle \left({\frac {p}{q}}\right)=-\left({\frac {q}{p}}\right)}.
Première loi complémentaire
{\displaystyle \left({\frac {-1}{p}}\right)=(-1)^{\frac {p-1}{2}}}.
Deuxième loi complémentaire
{\displaystyle \left({\frac {2}{p}}\right)=(-1)^{\frac {p^{2}-1}{8}}}.

## Exemples
- Modulo q = 3, le seul carré non nul est (±1)2 = 1. La loi de réciprocité quadratique (jointe à sa première loi complémentaire) fournit donc, pour tout nombre premier p différent de 2 et 3, l'équivalence :{\displaystyle p\equiv 1\operatorname {mod} 3\Longleftrightarrow -3{\text{ est un carré modulo }}p}.Cette équivalence se démontre plus directement[β],[γ] : l'entier p – 1 est un multiple de 3 si et seulement si[δ] (ℤ/pℤ)* contient un élément d'ordre 3, c'est-à-dire une racine du polynôme X2 + X + 1. Cela équivaut à l'existence dans ℤ/pℤ d'une racine carrée du discriminant –3 de ce polynôme.
- Modulo q = 5, les carrés non nuls sont (±1)2 = 1 et (±2)2 ≡ –1. La loi de réciprocité quadratique fournit donc, pour tout nombre premier p différent de 2 et 5, l'équivalence[ε] :{\displaystyle p\equiv \pm 1\operatorname {mod} 5\Longleftrightarrow 5{\text{ est un carré modulo }}p.}Mais dès 1775, Lagrange, parmi ses nombreux cas particuliers de la loi de réciprocité — fruits de son étude des formes quadratiques binaires — démontra le sens direct[4] (⇒) et étendit la réciproque (⇐)[ζ] au cas où p n'est pas premier[5]. Gauss, en préambule à sa première démonstration de la loi générale, fit de même[6].
- Déterminons si 219 est un carré modulo 383[7]. La multiplicativité du symbole de Legendre montre que :{\displaystyle \left({\frac {219}{383}}\right)=\left({\frac {3}{383}}\right)\left({\frac {73}{383}}\right)}.

Le théorème fondamental permet de simplifier les deux facteurs :{\displaystyle \left({\frac {3}{383}}\right)=(-1)^{2\times 382/4}\left({\frac {383}{3}}\right)=-\left({\frac {-1}{3}}\right)\quad {\text{et}}\quad \left({\frac {73}{383}}\right)=(-1)^{72\times 382/4}\left({\frac {383}{73}}\right)=+\left({\frac {18}{73}}\right)}.
À nouveau par multiplicativité du symbole de Legendre, on simplifie encore le second facteur :
{\displaystyle \left({\frac {18}{73}}\right)=\left({\frac {2}{73}}\right)\left({\frac {3^{2}}{73}}\right)=\left({\frac {2}{73}}\right)}.On conclut à l'aide des deux lois complémentaires : comme {\displaystyle 3\not \equiv 1\operatorname {mod} 4} et {\displaystyle 73\equiv 1\operatorname {mod} 8},
{\displaystyle \left({\frac {219}{383}}\right)=-\left({\frac {-1}{3}}\right)\left({\frac {2}{73}}\right)=-(-1)1=1}.
Par conséquent, 219 est un carré modulo 383.
- Déterminons modulo quels nombres premiers p > 3 l'entier 3 est un carré[8]. D'après le théorème fondamental,

{\displaystyle \left({\frac {3}{p}}\right)=(-1)^{(3-1)(p-1)/4}\left({\frac {p}{3}}\right)=(-1)^{(p-1)/2}\left({\frac {p}{3}}\right)},
or {\displaystyle \left({\frac {p}{3}}\right)} dépend de p mod 3 et {\displaystyle (-1)^{(p-1)/2}} dépend de p mod 4. On trouve ainsi que

## Démonstrations de la loi de réciprocité quadratique
Dans un livre publié en 2000, Franz Lemmermeyer expose l'histoire mathématique des lois de réciprocité  en couvrant leurs développements et rassemble des citations de la littérature pour 344 différentes démonstrations du théorème fondamental.
Les premières démonstrations de ce dernier aujourd'hui considérées comme complètes sont publiées par Gauss dans ses Disquisitiones arithmeticae en 1801. Gauss disposait de preuves dès 1796 (à l'âge de dix-neuf ans). La première de ces preuves repose sur un raisonnement par récurrence. Dans sa correspondance avec Gotthold Eisenstein, Gauss qualifie cette première preuve de laborieuse. Ses troisième et cinquième preuves reposent sur le lemme de Gauss, qu'il démontra à cette occasion.
La démonstration originale de Gauss utilise les mêmes techniques que celles exposées dans la première preuve de la deuxième loi complémentaire ci-dessous, et quoique considérée comme un peu laborieuse par beaucoup, elle est en fait très naturelle et peut être largement simplifiée (Dirichlet). Gauss suppose par induction la loi vraie pour les nombres premiers p, q inférieurs à N. Il utilise constamment des équations de base telles que
p = c2 – kq (si par exemple p est supposé résidu modulo q), pour démontrer que les facteurs premiers r divisant k sont résidus ou non résidus modulo p, ce qui permet d'en déduire la résiduité de q modulo p (voir la preuve de la deuxième loi complémentaire ci-dessous pour mieux saisir l'idée). Évidemment, il faut constamment utiliser les symétries logiques pour faire jouer l'induction, et examiner cas par cas.
Mais lorsque toutes les symétries ont été mises à profit, il reste encore un cas qui échappe à l'induction: c'est celui où p > q et p est congru à 1 modulo 4.
C'est là que Gauss a l'idée digne de son génie d'utiliser comme levier un autre nombre premier q' < p tel que p est non résidu modulo q'. En supposant alors par l'absurde que p est résidu modulo q mais q non résidu modulo p, on en déduit que q' est non résidu modulo p et l'on a l'équation de base qq' = c2 – kp, ce qui permet de faire jouer l'induction et de terminer la preuve.
Il reste donc à démontrer que pour tout nombre premier p congru à 1 modulo 4, il existe un nombre premier q' < p tel que p est non résidu modulo q'. C'est en fait la difficulté essentielle de la démonstration de la loi de réciprocité quadratique, et Gauss avoue que la preuve de ce résultat lui a longtemps résisté. Il s'en tire néanmoins par un mini tour de force (numéros 126, 127, 128, 129 des Disquisitiones), en se servant accessoirement d'un lemme injustement tombé dans l’oubli, qu'il démontre facilement par induction et qui mérite d'être cité :

Si A, B, C, D... et A', B', C', D'... sont deux suites de nombres (ne comportant pas forcément le même nombre de termes) et si, pour tout nombre premier p et tout entier n > 0, le nombre des termes de la première suite divisibles par pn est au moins aussi grand que celui des termes de la seconde suite divisibles par ce même nombre, alors le produit des A, B, C... est divisible par le produit des A', B', C'...
Par exemple, si a est un entier relatif et n un entier positif, en observant que le nombre des termes divisible par un entier positif quelconque k dans la suite a, a + 1, a + 2, … , a + n – 1 est au moins aussi grand que celui des termes divisibles par k dans la suite des nombres 1, 2, 3, … , n, on en conclut que a(a + 1)(a + 2)…(a + n – 1)/1.2…n est un entier, chose déjà connue par la combinatoire, mais qui reçoit par là une démonstration numérique pure (due à Gauss).
C'est d'ailleurs peut être cet exemple qui a donné à Gauss l'idée de faire jouer la factorielle dans sa preuve du résultat ci-dessus.
Comme indiqué précédemment, les démonstrations de la loi de réciprocité quadratique sont légion. En particulier, citons-en deux.
- Une démonstration du théorème fondamental, qui est fondée sur les outils de l'analyse harmonique sur un groupe abélien fini et utilise les caractères des groupes abéliens additif et multiplicatif du corps fini Fp à p éléments, est donnée dans l'article « Somme de Gauss ». Une version plus simple est la sixième démonstration par Gauss de ce théorème[15],[16],[17],[η]. Une autre preuve figure dans les liens externes de l'article « Lemme de Zolotarev ». On doit à Frobenius une preuve géométrique très simple s'appuyant sur le lemme de Gauss[18].
- Une démonstration des deux lois complémentaires est proposée ici. La première est conséquence immédiate du simple critère d'Euler[θ]. Les trois démonstrations choisies pour la deuxième sont (parmi bien d'autres) celle de Gauss (Disquisitiones), Thomas Joannes Stieltjes[19] (par dénombrement) et celle d'Euler (1772)[20].

## Généralisations
Il existe des lois de réciprocité cubique, biquadratique (en) (c'est-à-dire de degré 4) et ainsi de suite. Cependant, la véritable généralisation de toutes ces lois — généralisation monumentale — est la théorie des corps de classes. Voir « Neuvième problème de Hilbert ».